# Grey Area
Grey Area — третий студийный альбом британской певицы, рэперши и актрисы Little Simz (настоящее имя Simbiatu «Simbi» Abisola Abiola Ajikawo), изданный 1 марта 2019 года лейблами Age 101 и AWAL. Альбом был номинирован на Mercury Prize.

## История
Альбому предшествовал выход четырёх синглов. Трек «Offence» был выпущен как сингл 17 сентября 2018 года. «Boss» был выпущен как сингл 23 сентября 2018 года. «101 FM» был выпущен как сингл 4 декабря 2018 года. «Selfish» был выпущен 16 января 2019 года вместе с анонсом Grey Area.

## Отзывы
| Совокупная оценка     | Совокупная оценка |
| Источник              | Оценка            |
| --------------------- | ----------------- |
| AnyDecentMusic?       | 8.5/10            |
| Metacritic            | 91/100            |
| Оценки критиков       |                   |
| Источник              | Оценка            |
| AllMusic              | [ 8 ]             |
| Financial Times       | [ 9 ]             |
| The Guardian          | [ 10 ]            |
| The Independent       | [ 11 ]            |
| NME                   | [ 12 ]            |
| The Observer          | [ 13 ]            |
| Pitchfork             | 8.1/10            |
| Q                     | [ 15 ]            |
| The Times             | [ 16 ]            |
| Vice (Expert Witness) | A−                |

Альбом получил положительные отзывы музыкальной критики и интернет-изданий. Он получил 91 из 100 баллов на интернет-агрегаторе Metacritic. Сайт AnyDecentMusic? дал ему 8.5 из 10. В обзоре для AllMusic Лиам Мартин высоко оценил альбом, заявив, что «на своём третьем полноформатном альбоме Grey Area Симз достигла нового пика, записав честную пластинку, которая не боится выстрелить в мир в целом. Он также невероятно лаконичен — аспект, который многие её коллеги часто упускают из виду — без наполнителей, несмотря на широкую вариативность, которой может похвастаться альбом».
Кьянн-Сиан Уильямс из NME высоко оценила альбом, поставив ему отличную оценку и сказав: «На протяжении этих 10 треков Симз использует свой самый ценный товар: честность. Сняв плащ повествования, который окутывал основные моменты „Stillness In Wonderland“, она создала нокаутирующий альбом — и наконец-то выполнила свое раннее обещание. Это лучшая рэп-запись года на данный момент».
Уильям Роузбери из The Line of Best Fit сказал: «Это смело, но уязвимо, энергично, но рефлексивно, молодо, но мудро. Если вы послушаете любой трек Little Simz, вы сразу поймете, что она отличный MC, но в этом проекте она вышла за рамки этого и стала уникально одаренным артистом. Невероятный альбом».

## Список композиций
| №                   | Название                               | Автор(ы)                                                                                         | Продюсеры           | Длительность |
| ------------------- | -------------------------------------- | ------------------------------------------------------------------------------------------------ | ------------------- | ------------ |
| 1.                  | «Offence»                              | Simbiatu Ajikawo Dean Josiah Cover Cleopatra Nikolic                                             | Inflo               | 2:48         |
| 2.                  | «Boss»                                 | Ajikawo Cover                                                                                    | Inflo               | 3:05         |
| 3.                  | «Selfish» (при участии Cleo Sol)       | Ajikawo Cover Nikolic                                                                            | Inflo               | 3:46         |
| 4.                  | «Wounds» (при участии Chronixx)        | Ajikawo Cover Jamar Rolando McNaughton Miles James                                               | Inflo               | 4:39         |
| 5.                  | «Venom»                                | Ajikawo Charles E. Dickerson Cover Stephen Lee Bruner                                            | Inflo               | 2:34         |
| 6.                  | «101 FM»                               | Ajikawo Cover                                                                                    | Inflo               | 3:11         |
| 7.                  | «Pressure» (при участии Little Dragon) | Ajikawo Cover Yukimi Nagano Erik Bodin Fredrik Wallin Håkan Wirenstrand Sigurd Strumse Lauritzen | Inflo Sigurd        | 3:27         |
| 8.                  | «Therapy»                              | Ajikawo Cover                                                                                    | Inflo               | 3:15         |
| 9.                  | «Sherbet Sunset»                       | Ajikawo Cover                                                                                    | Inflo               | 4:55         |
| 10.                 | «Flowers» (при участии Майкл Киванука) | Ajikawo Cover Mathieu Sandy Rakotozafy Michael Kiwanuka                                          | Inflo Astronote     | 3:45         |
| Общая длительность: | Общая длительность:                    | Общая длительность:                                                                              | Общая длительность: | 35:25        |

| №   | Название | Длительность |
| --- | -------- | ------------ |
| 11. | «She»    | 3:46         |

## Чарты
| Чарт (2019)                                  | Высшая позиция |
| -------------------------------------------- | -------------- |
| Шотландия (Scottish Albums Chart)            | 82             |
| Великобритания (UK Albums Chart)             | 87             |
| Великобритания (UK Independent Albums Chart) | 11             |
| Великобритания (UK R&B Albums Chart)         | 1              |